# Mários Ikonómou
Mários Ikonómou (grec moderne : Μάριος Οικονόμου, souvent translittéré Mários Oikonómou), né le 6 octobre 1992 à Ioannina en Grèce, est un footballeur international grec. Il évolue au poste de défenseur central au FC Copenhague.

## Carrière
Mários Ikonómou quitte son club formateur durant l'été 2013 et s'engage au Cagliari Calcio.
Il joue pour la première fois avec l'équipe de Grèce le 24 mars 2016, contre le Monténégro.

## Statistiques
| Saison                | Club                  | Championnat           | Championnat | Championnat | Coupe(s) nationale(s) | Coupe(s) nationale(s) | Grèce | Grèce | Total | Total |
| Saison                | Club                  | Division              | M.          | B.          | M.                    | B.                    | M.    | B.    | M.    | B.    |
| 2011-2012             | PAS Giannina          | Super League          | -           | -           | 2                     | 0                     | -     | -     | 2     | 0     |
| 2012-2013             | PAS Giannina          | Super League          | 17          | 0           | 4                     | 0                     | -     | -     | 21    | 0     |
| Sous-total            | Sous-total            | Sous-total            | 17          | 0           | 6                     | 0                     | -     | -     | 23    | 0     |
| 2013-2014             | Cagliari Calcio       | Serie A               | 1           | 0           | -                     | -                     | -     | -     | 1     | 0     |
| Sous-total            | Sous-total            | Sous-total            | 1           | 0           | -                     | -                     | -     | -     | 1     | 0     |
| 2014-2015             | Bologne FC            | Serie B               | 29          | 4           | 5                     | 0                     | -     | -     | 34    | 4     |
| 2015-2016             | Bologne FC            | Serie A               | 20          | 0           | 1                     | 0                     | 3     | 0     | 24    | 0     |
| Sous-total            | Sous-total            | Sous-total            | 49          | 4           | 6                     | 0                     | 3     | 0     | 58    | 4     |
| Total sur la carrière | Total sur la carrière | Total sur la carrière | 67          | 4           | 12                    | 0                     | 3     | 0     | 82    | 4     |